# Metisella metis
Metisella metis is een vlinder uit de familie van de dikkopjes (Hesperiidae). De wetenschappelijke naam werd gepubliceerd in 1764 door Carl Linnaeus.